# شرام (شاعر)
گریگور کاراپتی تالیان (ارمنی: Գրիգոր Կարապետի Թալյան; انگلیسی: Grigor Talian) متخلص به شرام (ارمنی: Շերամ; انگلیسی: Sheram; زاده ۲۰ مارس ۱۸۵۷ - درگذشته ۷ مارس ۱۹۳۸) شاعر، آوازه خوان مردمی و آهنگساز اهل ارمنستان است. وی را به عنوان بنیانگذار «هنر نوین گوسان» (آهنگسازی مردمی ارمنی) می‌شناسند.

## زندگی‌نامه
در ۲۰ مارس ۱۸۵۷ در شهر آلکساندراپول (گیومری فعلی) به دنیا آمد. در سن ۱۰ سالگی پدر خویش را از دست داد. از سنین ۱۲–۱۳ سالگی آهنگ‌هایی را خلق نموده‌است. در بین سال‌های ۱۹۱۵ تا ۱۹۳۵ میلادی شرام در شهر تفلیس اقامت داشت.
وی ملودی‌ها و آهنگ‌هایی مردمی خلق نمود است که از آن جمله‌اند:
- The roses blossom in the garden
- I beg you, mountains
- She is graceful
- You are my muse
- Undefeated fairy
- We are brothers

شرام آهنگ «Like an Eagle» را تصنیف نموده‌است که به آندرانیک اوزانیان قهرمان ملی ارمنیان تقدیم نموده‌است. وازگن یکم، پاتریارک و جاثلیق تمام ارمنیان جهان، دربارهٔ این ترانه گفته: «این آهنگ امروزه یکی از محبوبترین آهنگ هاست و در گردهمایی خانوادگی، میهمانی‌ها و سایر مناسبت‌های در ارمنستان خوانده می‌شود.»
در ۷ مارس ۱۹۳۸ در سن ۸۰ سالگی در شهر ایروان درگذشت.
آثار وی در سال ۱۹۵۹ به چاپ رسید.